# Canton de Lille-Sud
Le canton de Lille-Sud est un ancien canton français, situé dans le département du Nord et la région Nord-Pas-de-Calais.
Le canton de Lille-Sud faisait partie de la première circonscription du Nord.

## Composition
Le canton de Lille-Sud se composait d’une fraction de la commune de Lille. Il compte 44 798 habitants (population municipale) au 1er janvier 2012.
| Nom               | Code Insee | Intercommunalité              | Population (dernière pop. légale)                |
| ----------------- | ---------- | ----------------------------- | ------------------------------------------------ |
| Lille (chef-lieu) | 59350      | Métropole européenne de Lille | Fraction : 44 798(2012) Commune : 233 897 (2014) |

## Histoire: conseillers généraux de 1889 à 2015
La création de ce canton date de 1889 (Loi du 5 juin 1889) et provient de la scission du canton de Lille-Sud-Ouest devenu trop grand à la suite des annexions des communes de Wazemmes, de Moulins et d'Esquermes.
| Période                 | Identité                        | Parti                      | Qualité |
| ----------------------- | ------------------------------- | -------------------------- | --- |
| 1889-1892               | Charles Carron                  | Républicain                | Directeur industriel à Lille |
| 1892-1896 (démission)   | Charles Grandel                 | Républicain                | Propriétaire à Lille |
| 1896-1898               | Théodore Devernay               | Socialiste Révolutionnaire | Ouvrier tourneur Adjoint au Maire de Lille |
| 1898-1901               | Henri Ghesquière                | Socialiste                 | Colporteur de journaux Rédacteur au Réveil du Nord Conseiller municipal de Lille |
| 1901-1904               | Théodore Devernay               | Socialiste Révolutionnaire | Ouvrier tourneur Adjoint au Maire de Lille |
| 1904-1918 (décès)       | Henri Ghesquière                | SFIO                       | Colporteur de journaux Rédacteur au Réveil du Nord Conseiller municipal puis adjoint au maire de Lille Député (1906-1918) |
| 1918-1919               | siège vacant                    |                            | |
| 1919-1927 (décès)       | Désiré Verhaeghe                | SFIO                       | Docteur en médecine Adjoint au Maire de Lille (1919-1927) |
| 1927-1940               | Louis Leroy                     | SFIO                       | Secrétaire du syndicat des coupeurs en confection Conseiller municipal de Lille |
|                         |                                 |                            | |
| 1945-1951               | Arthur Tytgat                   | SFIO                       | Inspecteur commercial |
| 1951-1958               | Paule Defline (1909-1978)       | RPF puis RS                | Adjointe au Maire puis conseillère municipale de Lille |
| 1958-1965 (décès)       | Arthur Tytgat                   | SFIO                       | Inspecteur commercial |
| 20 février 1966 - 1982  | Edouard Derieppe                | SFIO puis PS               | Instituteur Adjoint au Maire de Lille |
| 1982 - 1988             | Maurice Amiot-Chanal            | PS                         | Cadre commercial, puis cadre de la fonction publique territoriale Premier adjoint au maire de Bourg-lès-Valence (Drôme) de 1965 à 1973 Directeur de cabinet de Pierre Mauroy                                                  |
| 1988 - 1997 (démission) | Bernard Roman                   | PS                         | Administrateur territorial Adjoint au Maire de Lille Député (1997-2016) |
| 1997 - 2004 (démission) | Caroline Nio                    | PS                         | Conseillère municipale de Faches-Thumesnil, suppléante du député Bernard Roman (2002-2007) Partielle, suite démission B. Roman élu député 1re circ. (nommée directrice du centre pour personnes handicapées de Raimbeaucourt) |
| 2004 - 2008             | Marie-Christine Staniec         | PS                         | Attachée d'administration hospitalière au Centre hospitalier universitaire (CHU) de Lille Partielle, suite démission C. Nio                                                                                                   |
| 2008 - 2015             | Marie-Christine Staniec-Wavrant | PS                         | Maire-adjoint de Lille Elue en 2015 dans le Canton de Lille-5 |

1976 : Edouard Derieppe élu avec 58,66 % face à Mme Dewavrin (UDR) (41,33 %)
1er tour : PS : 37,80 % / UDF : 23,45 % / PC : 23,10 % / RI : 10,63 % / Modéré : 5 %
1982 : Maurice Chanal élu avec 55,93 % face au DVD Erceville(44,06 %)
1er tour : PS : 34,94 % / DVD : 21,60 % / PC : 15,96 % / UDF : 15,47 % / écolo : 4,63 % / PSU : 4,35 % / FN : 3,02 %
1988 : Bernard Roman élu avec 64,10 % face au RPR Alain Bienvenu (35,90 %)
1er tour : PS : 46,97 % / RPR : 25,38 % / Fn : 9,32 % / PC : 8,21 % / Verts : 6,57 % / Div : 3,39 % / DVD : 0,13 %
1994 :
Bernard Roman (PS) est réélu avec 64 % contre Alain Bienvenu (RPR) 36 %
1er tour : PS : 46,21 % / PC : 7,26 % / Verts : 4,47 % / Div éco : 3,19 % / Se : 4,46 % / RPR (A. Bienvenu) : 19,55 % / FN : 14,88 %
1997 : Partielle
2001 :
Caroline Nio (PS) est réélue avec 100 % des voix (désistement de la Verte Sarah Coquel)
1er tour : LO : 9,02 % / PC : 5,81 % / PS : 32,1 % / Verts : 16,58 % / RPR : 13,25 % / RPF : 3,64 % / DVD : 1,6 % / FN : 14,81 % / MNR : 3,2 %
2004 : Partielle juin 2004

## Conseillers d'arrondissement (de 1889 à 1940)
| Période                                  | Période      | Identité                                             | Étiquette   | Qualité |
| ---------------------------------------- | ------------ | ---------------------------------------------------- | ----------- | --- |
| 1889                                     | 1895         | Adrien Courmont                                      | Républicain | Capitaine de la réserve territoriale, Lille                                                                              |
| 1895                                     | 1901         | Pierre Delplanque                                    | Républicain | Docteur en médecine à Lille                                                                                              |
| 1901                                     | 1907         | Edouard Werquin                                      | POF         | Avocat, adjoint au maire de Lille                                                                                        |
| 1907                                     | 1919         | Louis Picavez                                        | POF-SFIO    | Cabaretier, conseiller municipal de Lille                                                                                |
| 1919                                     | 1931         | Édouard Ghesquière (1873-1952, frère d'H.Ghesquière) | SFIO        | Employé à la Société du gaz Secrétaire de la fédération des Jeunesses socialistes du Nord                                |
| 1931                                     | 1936 (décès) | Louis Brodel                                         | SFIO        | Employé, mineur, agent d’affaires, représentant de commerce Député (1934-1936) Conseiller municipal de Lille (1929-1936) |
| 15 mars 1936                             | 1940         | Philippe Martin                                      | SFIO        | Coupeur en confection Conseiller municipal de Lille                                                                      |
| 1940                                     |              |                                                      |             | Les conseils d'arrondissement ont été suspendus par la loi du 12 octobre 1940 et n'ont jamais été réactivés              |
| Les données manquantes sont à compléter. |              |                                                      |             | |

## Démographie
| 1962 | 1968 | 1975 | 1982 | 1990   | 1999   | 2006   | 2011   | 2012   |
| ---- | ---- | ---- | ---- | ------ | ------ | ------ | ------ | ------ |
| -    | -    | -    | -    | 42 663 | 44 380 | 47 095 | 45 140 | 44 798 |